# Ainaro
Ainaro (Vila de Ainaro) ist eine Stadt in Osttimor. Sie ist die Hauptstadt der Gemeinde Ainaro und des Verwaltungsamts Ainaro. Im Ort leben 5217 Einwohner (2022).

## Name
Der Ortsname leitet sich von „Ainaru“ ab, dem Mambai-Wort für „hoher Baum“.

## Geographie

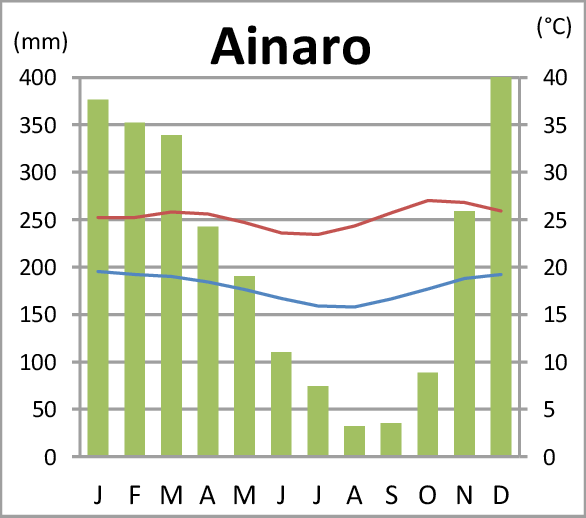
Klimadiagramm

Die Stadt liegt im Bergland Osttimors auf 813 m Meereshöhe, etwa 60 km südlich von der Landeshauptstadt Dili, zwischen den Flüssen Maumall im Osten und Kilelo im Westen. Die beiden Flüsse sind Quellflüsse des Beluliks und bilden gleichzeitig die Grenze des Sucos Ainaro. Die Vororte Ainaros reichen auch über den Maumall in die Sucos Soro und Manutaci. Der Kern Ainaros gehört zur Aldeia Ainaro. Im Süden reicht die Stadt in die Aldeia Builico hinein. Stadtteile sind neben dem Zentrum, Kertapati im Norden, Maulore im Westen und Mauulo 1 und Mauulo 2 im Süden. Die Überlandstraße von der südlichen Küstenstraße nach Dili führt direkt durch Ainaro. Auf der verhältnismäßig gut ausgebauten Straße beträgt die Entfernung 78 km.

## Geschichte
1902 scheiterte in Ainaro ein Aufstand gegen die portugiesischen Kolonialherren. Gouverneur José Celestino da Silva überlegte nah dem Surolau eine Stadt zu gründen. Mangels Wasser und Sand für den Bau entschied man sich aber für einen nördlicher gelegenen Ort, wo heute die Stadt Ainaro liegt. 1912 griff der aufständische Liurai Dom Boaventura während der Rebellion von Manufahi den portugiesischen Militärposten in Ainaro an, wurde aber mit Unterstützung von Nai-Cau, dem Liurai von Soro abgewehrt.

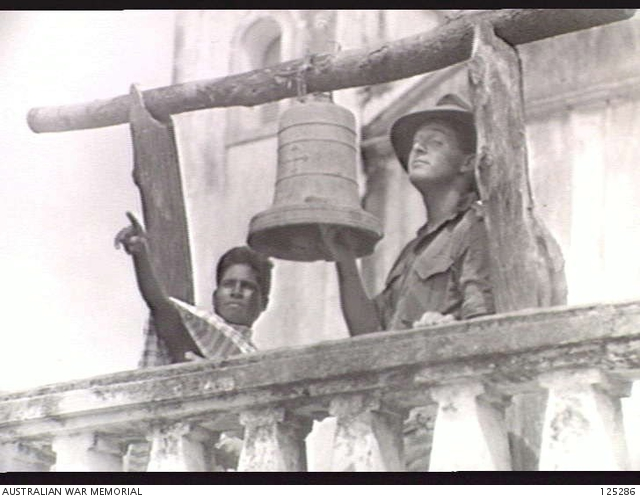
Sgt. Milsom und sein Criado Manuberi auf dem Kirchturm von Ainaro mit der Kirchenglocke (1946)

Im Zweiten Weltkrieg wurde auch Portugiesisch-Timor zum Schlachtfeld. Ab 1942 kämpften hier Japaner und Alliierte gegeneinander in der Schlacht um Timor. Australien baute dabei auf die Unterstützung der einheimischen Bevölkerung. Ainaro diente zeitweise als Stützpunkt der Australier. Die Türme der Kirche dienten zur Luftüberwachung, mit den Kirchenglocken wurde Alarm gegeben, wenn ein Luftangriff drohte. Die Krankenstation wurde als australisches Militärhospital verwendet.
Die Colunas Negras (die schwarzen Säulen), timoresische Milizionäre, kämpften auf Seiten der Japaner, die die Zivilbevölkerung bis zum Ende der japanischen Besatzung terrorisierten. Bis Oktober 1942 blieb die Region um Ainaro von den Japanern unbesetzt. Im Gegensatz zu anderen Liurais verweigerte Aleixo Corte-Real, der Liurai von Soro, eine Zusammenarbeit mit den Japanern. Am 11. August 1942 kam es zum Aufstand in Maubisse, bei der Colunas Negras gegen Portugiesen und pro-portugiesische Timoresen vorgingen. Dom Aleixo entsandte seinen Sohn mit 350 Mann, um gegen die Colunas Negras vorzugehen. Ab März 1943 begannen die Japaner mit Luftangriffen gegen Ainaro und 7000 bis 8000 Colunas Negras fielen ein, um die anti-japanischen Kräfte zu bekämpfen. Dom Aleixo wurde später von den Japanern getötet. Im kolonialen Portugiesisch-Timor wurde er als loyaler Volksheld glorifiziert.

Krankenstation (Enfermaria) von Ainaro
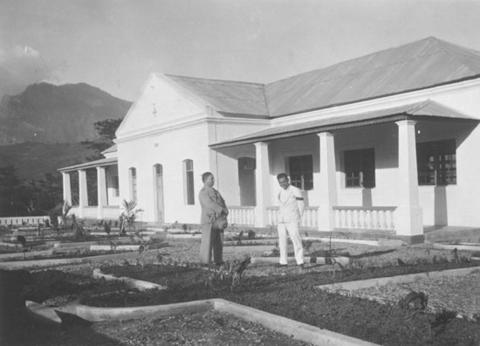
In den 1930er-Jahren
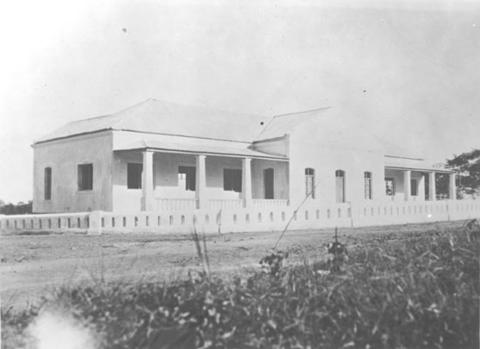
In den 1930er-Jahren
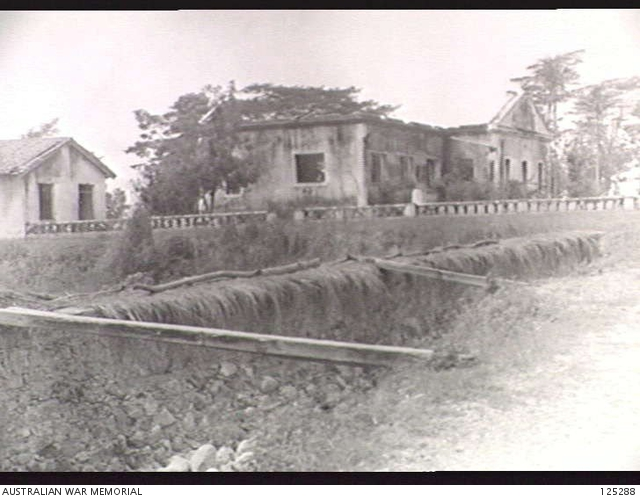
Nach der Schlacht um Timor 1946
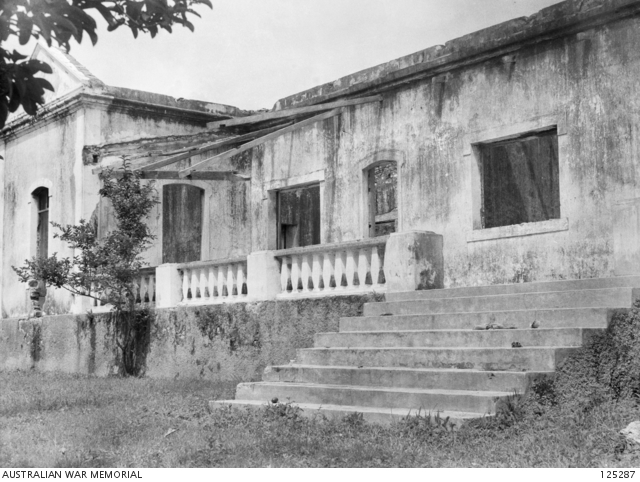
Nach der Schlacht um Timor 1946

Im Zuge der Operation Seroja wurde Ainaro am 23. Februar 1975 von den Indonesiern erobert. Während der Besatzungszeit Osttimors bis 1999 war Ainaro eine große Militärbasis des indonesischen Militärs. In der Gemeinde waren zahlreiche vom Militär unterstützte Milizionäre aktiv, wie jene der Mahidi. Infolgedessen wurde bei der Gewaltwelle vor und nach dem Referendum zur Unabhängigkeit am 30. August 1999 mehr als 95 % der Gebäude Ainaros zerstört. Viele Einwohner des Verwaltungsamts wurden in dieser Zeit vertrieben oder wurden in westtimoresische Flüchtlingscamps deportiert.
Am 26. Juni 2008 besuchte Action- und Schauspielstar Jackie Chan in seiner Funktion als UNICEF-Botschafter Ainaro, wo er 600 Zuschauern seinen neuen Film „The Forbidden Kingdom“ zeigte. Chan warb damit für eine friedliche Verwendung von Kampfsport. Osttimor litt stark unter kriminellen Banden, die sich als Martial-Arts-Clubs bezeichnen.

## Einrichtungen und Sehenswürdigkeiten

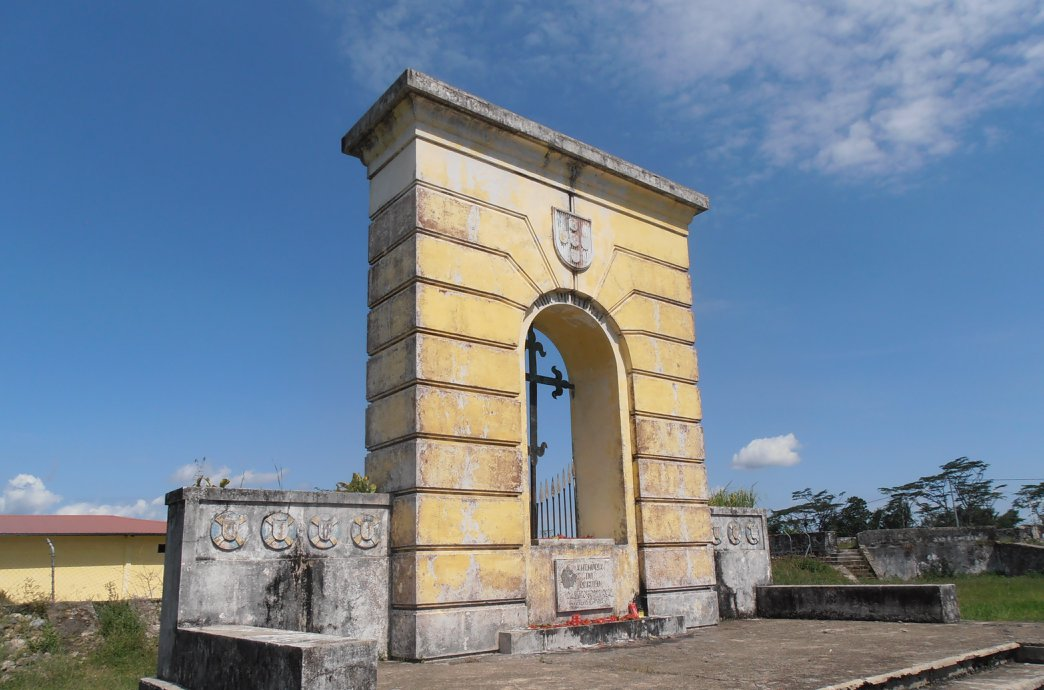
Denkmal für D. Aleixo Corte-Real

Die Kirche Nossa Senhora de Fátima ist die Pfarrkirche der Stadt. Daneben gibt es in der Stadt mehrere Grundschulen und die Escola Secundária Geral Fernando Lassama de Araújo sowie einen Markt, ein kommunales Gesundheitszentrum und einen Hubschrauberlandeplatz.
Das Denkmal für Dom Aleixo Corte-Real erinnert nahe dem Ruinen seines Hauses an den Liurai von Soro, der 1943 durch die Japaner getötet wurde. 2021 wurde ein Denkmal für Eulália de Jesus Araújo Corte-Real eingeweiht, die beim Santa-Cruz-Massaker am 12. November 1991 durch die Indonesier ums Leben kam.
Südwestlich der Stadt befindet sich der Kilelo-Wasserfall am gleichnamigen Fluss.

## Städtepartnerschaften
- Ballarat, Australien[15]
- Castelo Branco, Portugal[15]
- Madison, USA[16]
- Oleiros, Portugal[15]

## Persönlichkeiten
- Norberto do Amaral (* 1956), Bischof von Maliana
- Guilhermino da Silva (1957–2019), Jurist
- Natália de Araújo (* 1966), Politikerin
- Óscar de Araújo (* 1982), Politiker
- Antoninho Bianco (* 1966), Politiker
- Signi Chandrawati Verdial (* 1979), Politikerin
- Jacob Xavier (1936–2012), Politiker[17]